# Linyphia multicolor
Linyphia multicolor är en spindelart som beskrevs av Arthur Urquhart 1891. Linyphia multicolor ingår i släktet Linyphia och familjen täckvävarspindlar. Inga underarter finns listade i Catalogue of Life.